# PROTECT: A Benefit for the National Association to Protect Children
Protect: A Benefit for the National Association to Protect Children is een verzamelalbum van verschillende punkbands en punkmuzikanten. Het album werd uitgegeven door Fat Wreck Chords op 18 oktober in 2005. 15 nummers zijn nog niet eerder uitgegeven.
De opbrengsten werden gedoneerd aan de politieke organisatie Protect.

## Nummers
1. "Demons Away" - Matt Skiba (van Alkaline Trio) - 3:06
2. "Broken Heart's Disease" - MxPx - 2:26
3. "Indecision" - Smoke or Fire - 2:33
4. "Leaving Jesusland" - NOFX - 2:53
5. "Mouth Breather" (cover van The Jesus Lizard) - Coalesce - 2:18
6. "Building the Perfect Asshole Parade or Scratching Off the Fleas" - The Falcon - 2:31
7. "March 22nd Is National Quit Your Job Day" - The Tim Version - 2:19
8. "Minus" - Joey Cape (van Lagwagon) - 3:11
9. "Carrie Anne" - Communiqué - 4:02
10. "Cause of My Anger" - Dead to Me - 2:36
11. "Sound the Surrender" - Darkest Hour - 3:42
12. "Middle of the Night" - The Soviettes - 2:15
13. "Radio K" - The Ergs! - 1:50
14. "Feminism Is For Everybody (With a Beating Heart and a Functioning Brain)" - Anti-Flag - 1:18
15. "Misery Loves Company" - Grabass Charlestons - 2:17
16. "Idle Idylist" - Tim Barry (van Avail) - 3:25
17. "Failure" - The Arrivals - 2:01
18. "Up To My Neck" - BARS - 2:12
19. "So Far Away" - Teenage Bottlerocket - 3:37
20. "Want" - Jawbreaker - 3:22
21. "Collision" - Rusty Pistachio (van H2O) - 3:44
22. "Jenny" - The Mishaps - 2:29
23. "Refrain of the A.M." - The Lovekill - 2:39
24. "Tacoma" - Hot Cross - 3:46
25. "When a Good Friend Attacks" - Western Addiction - 1:49
26. "Wagon Wheel" (cover van Old Crow Medicine Show) - Laura Jane Grace (van Against Me!) - 3:40